# Československá basketbalová liga 1974/1975
1. basketbalová liga 1974/1975 byla v Československu nejvyšší ligovou basketbalovou soutěží mužů, v ročníku 1. ligy hrálo 12 družstev. Dukla Olomouc získala druhý titul mistra Československa, Zbrojovka Brno skončila na 2. místě a Slavia VŠ Praha Autoškoda na 3. místě. Dukla Olomouc byla vétězem ligy zásluhou lepšího skóre ze vzájemných zápasů se Zbrojovkou Brno. Z ligy sestoupila tři družstva. Z nováčků se zachránili Baník Ostrava a Iskra Svit, sestoupila Lokomotiva Děčín. Dále sestoupili Baník Handlová a Bohemians Praha.
Konečné pořadí:
1. Dukla Olomouc (mistr Československa 1975) - 2. Zbrojovka Brno - 3. Slavia VŠ Praha - 4. NHKG Ostrava - 5. RH Pardubice - 6. Sparta Praha - 7. Baník Ostrava - 8. Baník Prievidza - 9. Iskra Svit - další 3 družstva sestup z 1. ligy: 10. Baník Handlová - 11. Bohemians Praha - 12. Lokomotíva Děčín

## Systém soutěže
Všech dvanáct družstev odehrálo dvoukolově každý s každým (zápasy doma - venku), každé družstvo odehrálo 22 zápasů.

## Konečná tabulka 1974/1975
| Poř. | Tým              | Z  | V  | P  | Skóre     | Body |
| ---- | ---------------- | -- | -- | -- | --------- | ---- |
| 1.   | Dukla Olomouc    | 22 | 19 | 3  | 2015:1696 | 41   |
| 2.   | Zbrojovka Brno   | 22 | 19 | 3  | 1992:1740 | 41   |
| 3.   | Slavia VŠ Praha  | 22 | 16 | 6  | 1996:1816 | 38   |
| 4.   | NHKG Ostrava     | 22 | 12 | 10 | 1708:1725 | 34   |
| 5.   | RH Pardubice     | 22 | 12 | 10 | 1956:1731 | 34   |
| 6.   | Sparta Praha     | 22 | 11 | 11 | 1823:1730 | 33   |
| 7.   | Baník Ostrava    | 22 | 9  | 13 | 1725:1709 | 31   |
| 8.   | Baník Prievidza  | 22 | 9  | 13 | 1699:1748 | 31   |
| 9.   | Iskra Svit       | 22 | 8  | 14 | 1632:1657 | 30   |
| 10.  | Baník Handlová   | 22 | 8  | 14 | 1688:1849 | 30   |
| 11.  | Bohemians Praha  | 22 | 8  | 14 | 1567:1739 | 30   |
| 12.  | Lokomotiva Děčín | 22 | 1  | 21 | 1578:2162 | 23   |

## Sestavy (hráči, trenéři) 1974/1975
- Dukla Olomouc: Zdeněk Kos, Pavel Pekárek, Pavol Bojanovský, Zdeněk Hummel, Jiří Balaštík, Pavel Škuta, Dzurilla, Dvořák, Heinecke, Kocúr, Kratochvíl, Hradec, Tvarůžek. Trenér Drahomír Válek
- Zbrojovka Brno: Jan Bobrovský, Kamil Brabenec, Jaroslav Beránek, Vojtěch Petr, Josef Nečas, Šrámek, Arpáš, Hrubec, Stehlík, Svierček. Trenér František Konvička.
- Slavia VŠ Praha: Jiří Zídek, Jiří Zedníček, Jiří Růžička, Jiří Konopásek, Jan Blažek, Gustáv Hraška, Vlastibor Klimeš, Vladimír Ptáček, Bulla, Novotný, M. Šťastný, M. Žák. Trenér Jaroslav Šíp
- NHKG Ostrava: Vlastimil Hrbáč, Vršecký, Suchánek, Terč, Buryan, Nevřela, M. Kostka, Janál, Jelínek, Rubíček, Mužík, Závodný, Černý, Búda, Bartoň. Trenér Jan Kozák
- RH Pardubice: Zdeněk Douša, Josef Nečas, Jaroslav Kantůrek, Martin Brázda, Sýkora, Formánek, Míčka, Maršoun, Přibyl, Skokan, Majerčák, Cvrkal, Valo. Trenér Jiří Ammer
- Sparta Praha: Milan Voračka, Jan Mrázek, Jaroslav Fišer, Zdeněk Terzijský, Jaroslav Skála, Jiří Baumruk, Josef Klíma, Milan Korec, V. Mikula, J. Bulvas, L. Špelina, Hladký. Trenér Jiří Baumruk
- Baník Ostrava: Jiří Pospíšil), Petr Novický, Kovář, Vocetka, Salich, Bílý, Házel, Jambor, Kovalský, Jakubec, Bednaŕík, Kavka, Kisling, Šlachta. Trenér S. Linke
- Baník Prievidza: Ivan Chrenka, Peter Chrenka, Zuzánek, Tóth, Bačík, Toporka, Michalik, Dérer, Benža, R.Tallo, Faith, Kmeť. Trenér J. Šimkovič
- Iskra Svit: Jozef Straka, Miloš Pažický, Štaud, Sako, Bublávek, Maurovič, Š. Straka, Záthurecký, Bezák, Uherčík, Majerník, Bursa. Trenéři M. Bryndák, Pavel Antal
- Baník Handlová: J. Lacina, Č. Lacina, Mikuláš, Štembera, Chrenko, Zlatňanský, Peter Steinhauser, Vítek, Lovík, Chudík, Bohunovský, Šuba, Barniak. Trenér: Š. Vass
- Bohemians Praha: Karel Baroch, J. Žák. Bendl, Kolář, Vozárik, Tesař, L. Pospíšil, Soukup, Horák. M. Konečný. Fryč, Blažek, Bubeník, Hubálek, Skokánek.. Trenér V. Nejedlý
- Lokomotiva Děčín: J. Konečný, Peleška, Hrubý, M. Hrubý, Gál, Chaloupka, Gottfried, Červený, Mišejko, Kořínek, Polák. Kalina, Šikýř. Trenér L. Heteš

## Zajímavosti
- Mistrovství světa v basketbalu mužů 1974 se konalo v Portoriku. Československo skončilo ze 14 týmů na 10. místě, hrálo v sestavě: Jiří Zídek) 126 bodů /7 zápasů, Kamil Brabenec 124 /7, Zdeněk Kos 102 /7, Jan Bobrovský 74 //7, Jaroslav Beránek 50 /7, Jiří Zedníček 46 /7, Zdeněk Douša 44 /7, Pavel Pekárek 27 /5, Gustáv Hraška 23 /6, Vojtěch Petr 19 /5, Zdeněk Hummel 10 /7, Jaroslav Skála 8 /7, celkem 653 bodů v 7 zápasech (4-3). Trenér Vladimír Heger. Konečné pořadí: 1. Sovětský svaz, 2. Jugoslávie, 3. USA
- Mistrovství Evropy v basketbale mužů 1975 se konalo v Jugoslávii Bělehrad. Mistrem Evropy byla Jugoslávie, Sovětský svaz byl na 2. místě a Itálie na 3. místě. Na šestém místě skončilo Československo, které hrálo v sestavě: Jiří Pospíšil 99 bodů/7 zápasů, Kamil Brabenec 89 /7, Zdeněk Kos 71 /7, Stanislav Kropilák 68 /7, Gustáv Hraška 55 /7, Jaroslav Beránek 53 /7, Zdeněk Douša 52 /7, Jaroslav Skála 20 /5, Jaroslav Kantůrek 13 /5, Jiří Štaud 7 /4, Josef Nečas 6 /3, Vlastibor Klimeš 5 /3, celkem 538 bodů v 7 zápasech (3-4). Trenér: Vladimír Heger.
- Slavia VŠ Praha v Poháru evropských mistrů 1974/75 hrála 12 zápasů (5-6, 1 nerozhodně, skóre 981–1020), skončila na 6. místě ve čtvrtfinálové skupině A (4-1-5 771-875): KK Zadar (86-85, 69-93), UBSC Sefra Wien (75-57, 62-87), Racing Maes Pils Mechelen (85-85, 80-108), Ignis Pallacanestro Varese (92-81, 78-110) a BK Balkan Botevgrad, Bulharsko (79-64, 75-94).
- Dukla Olomouc v Poháru vítězů pohárů 1974/75 hrála 4 zápasy (2-2, 300-312) , v osmifinále vyřazena od KK Split, Jugoslávie (82-84, 70-99).
- Vítězem ankety Basketbalista roku 1974 byl Zdeněk Kos.
- „All Stars“ československé basketbalové ligy - nejlepší pětka hráčů basketbalové sezóny 1974/75: Zdeněk Kos, Zdeněk Douša, Jan Bobrovský, Kamil Brabenec, Jiří Pospíšil.